# دير نبوح
دير نبوح هي قرية لبنانية من قرى قضاء الضنية في محافظة الشمال.